# Emalia

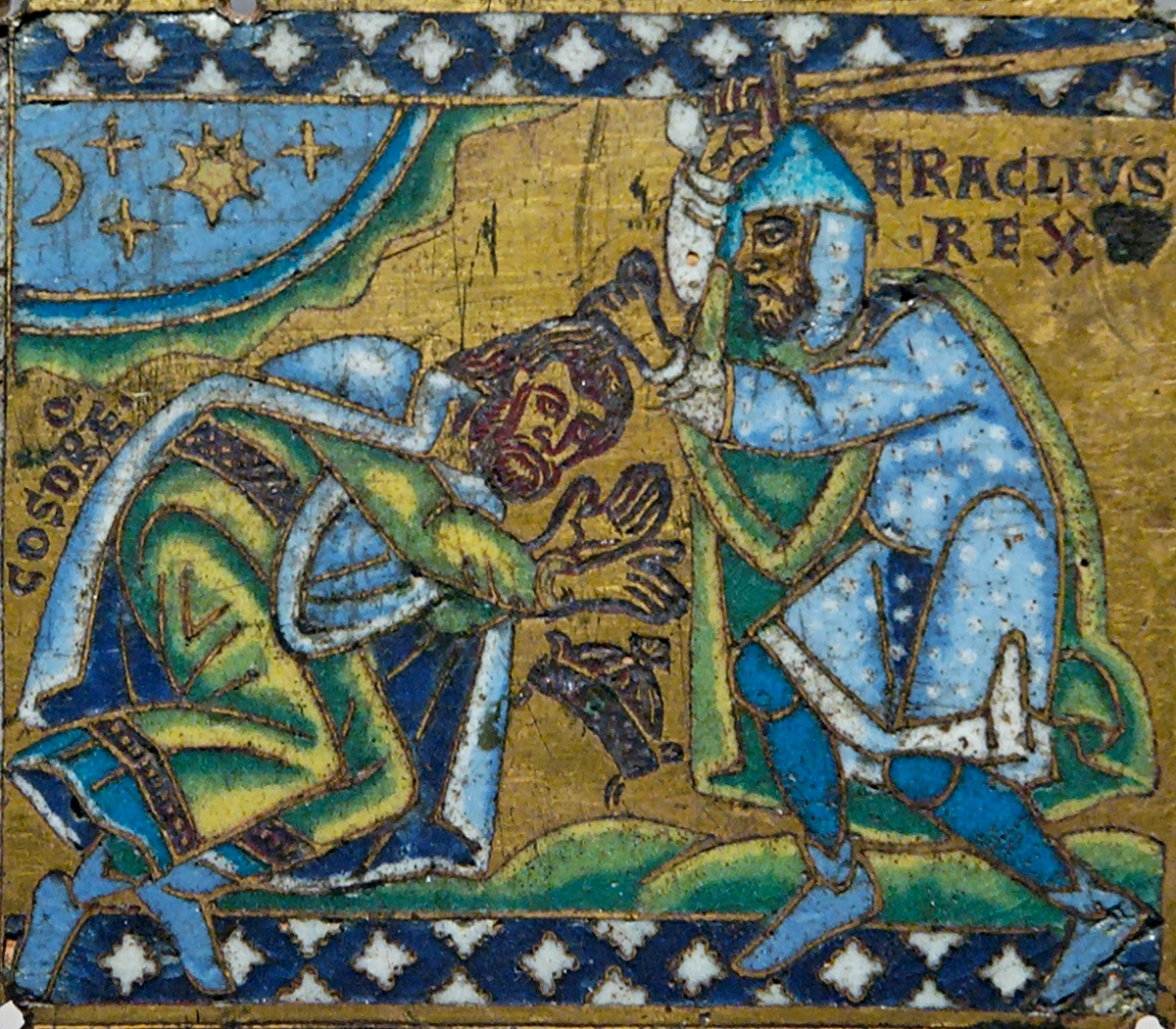
Emalia żłobkowa (plakieta miedziana pozłacana, 1160-1170, dolina Mozy)

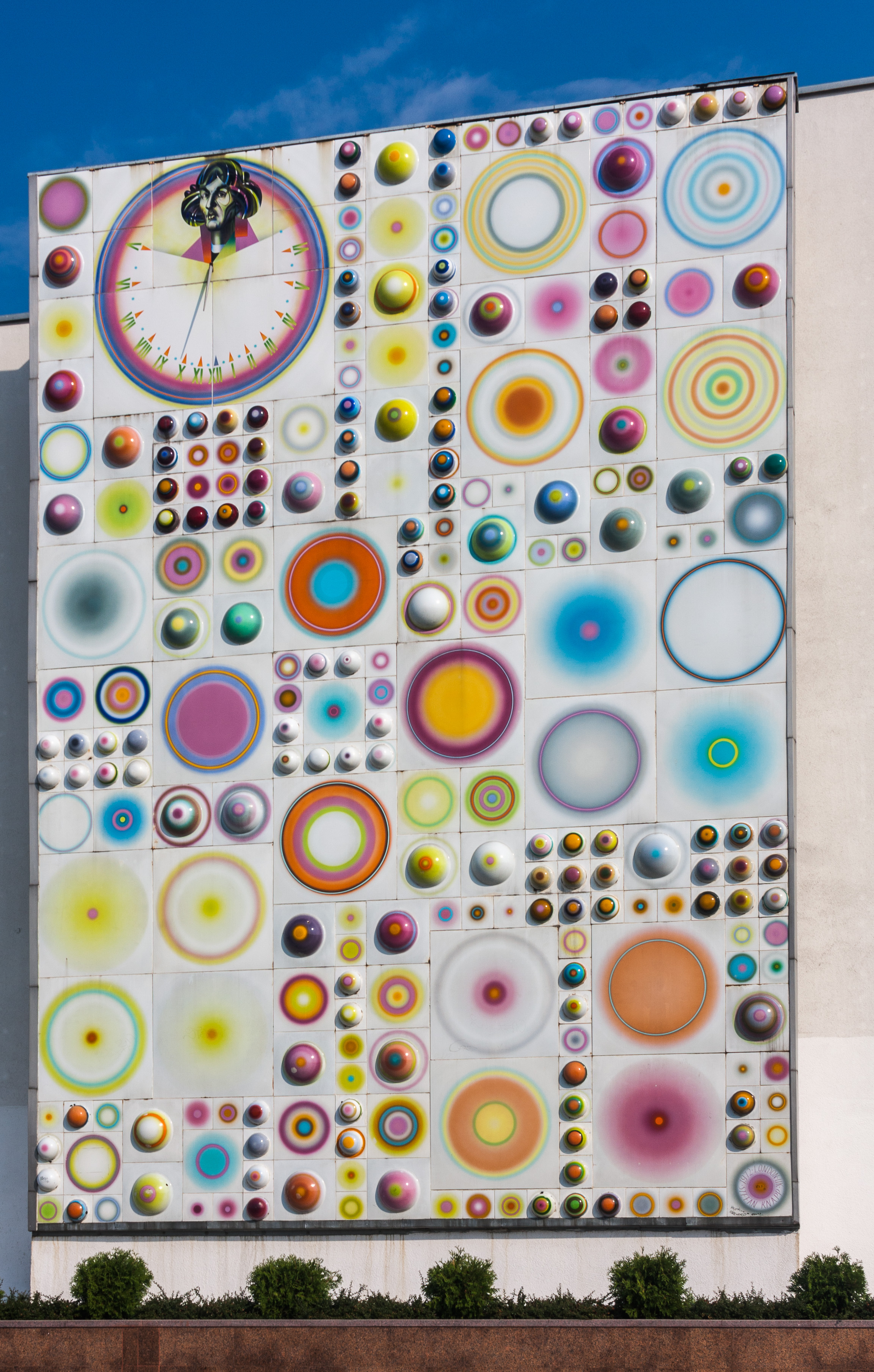
Fasada budynku Uniwersytetu Mikołaja Kopernika w Toruniu ozdobiona emalią Stefana Knappa w 1972

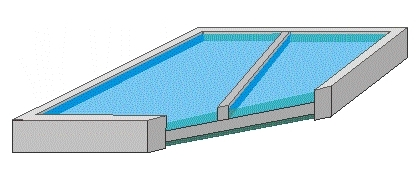
Emalia komórkowa – schemat

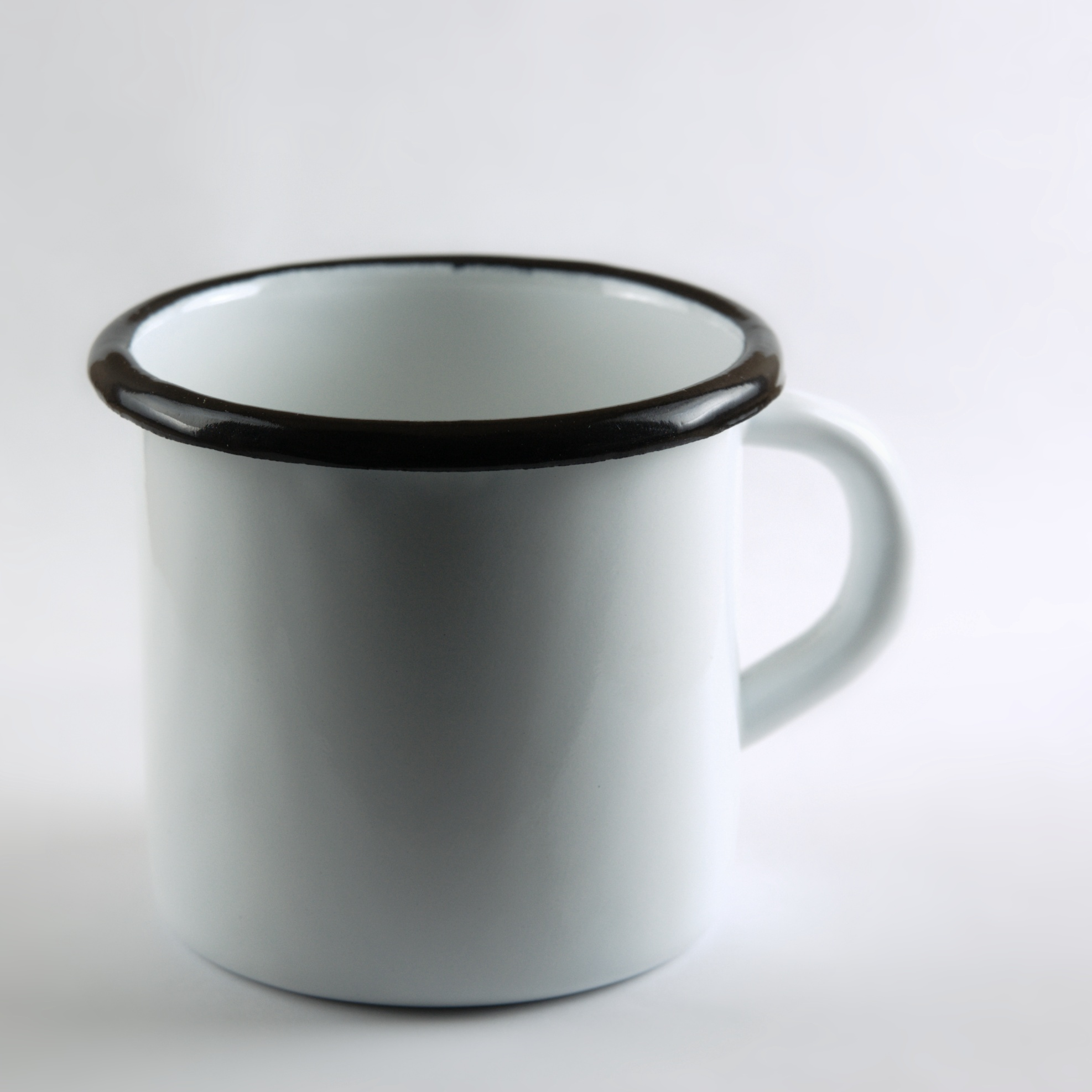
Emaliowany garnuszek

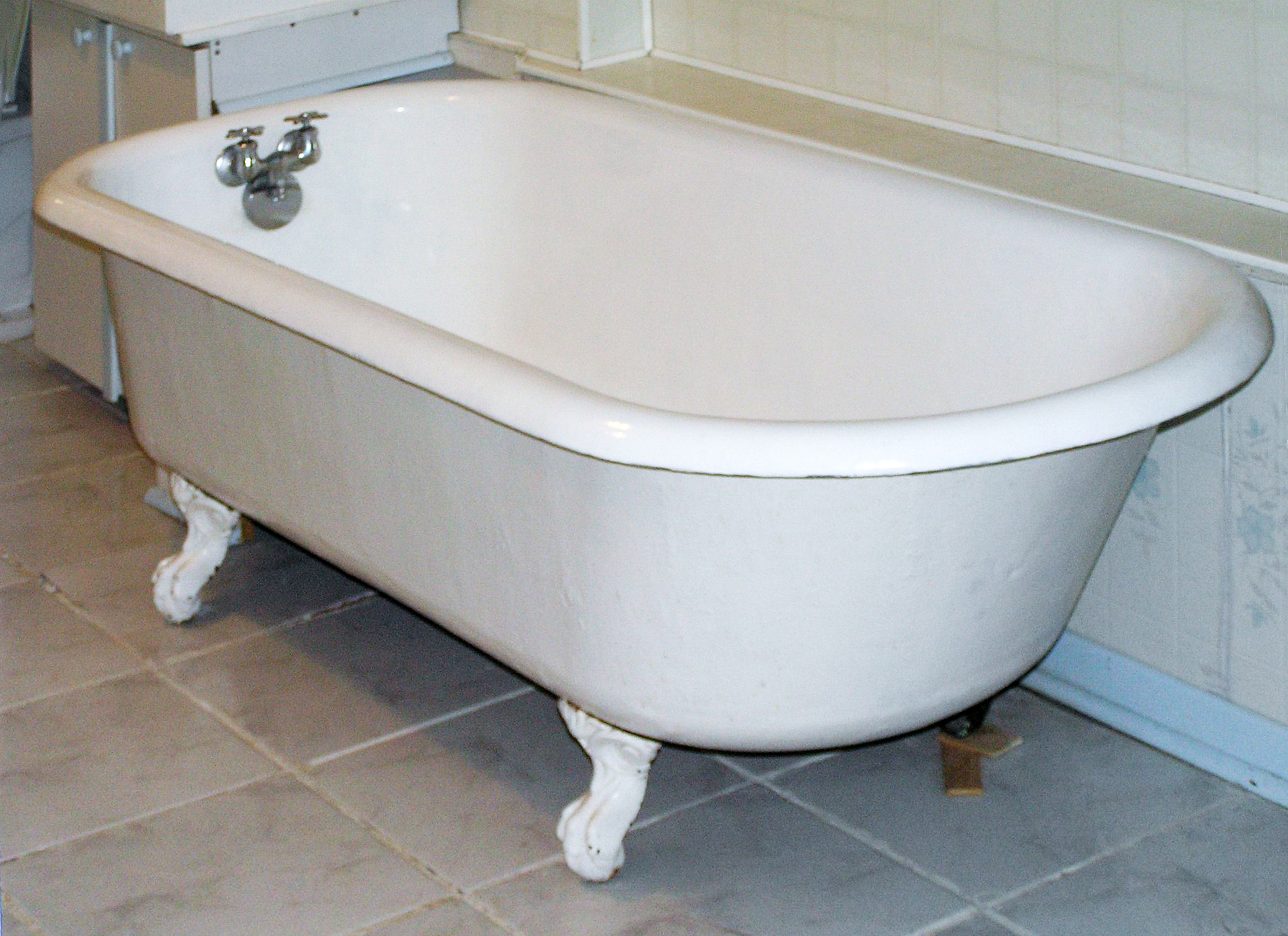
Emaliowana wanna

Emalia (fr. émail, dawniej: szmelc, smalc) –  sproszkowane szkło: mieszanina minerałów (piasek, kreda, glina) oraz topników (boraks) z dodatkiem pigmentów, które naniesione na metalowe podłoże i stopione w temperaturze ok. 800–900 °C tworzy szklistą powłokę, także technika artystyczna zdobienia wyrobów metalowych, najczęściej złotych lub miedzianych.
Obecnie emaliami nazywa się również wyroby lakierowe, które naniesione na podłoże tworzą odporną powłokę. Emalie różnią się od farb większą zawartością żywic.

## Emalia jako technika artystyczna
W wykonaniu emalii niezbędny jest dobór odpowiedniego podłoża. Temperatura topnienia metalu, na który będzie nanoszona powłoka musi być wyższa niż emalii oraz musi mieć współczynnik rozszerzalności cieplnej zbliżony do współczynnika emalii. Warunki te najlepiej spełnia złoto oraz miedź, natomiast srebro jest raczej rzadko stosowane z powodu zbyt niskiej temperatury topnienia, zbliżonej do temperatury topnienia szkła, i stosunkowo dużej rozszerzalności cieplnej.
Metal musi być odpowiednio opracowany poprzez wykonanie w różny sposób komórek i zagłębień, które wypełni się emalią. Następnie dokładnie się go oczyszcza, gdyż zabrudzenia i pozostałości kurzu mogą spowodować odpryśnięcie emalii. Sproszkowaną emalię miesza się z wodą, nanosi na metal i wypala. Następnym etapem jest powolne schnięcie wyrobu i polerowanie; czasem wypala się po raz kolejny.

### Rodzaje emalii
Techniki emalierskie rozpowszechniły się we wczesnym średniowieczu, w Europie zachodniej rozwijały się głównie między XI a XIV wiekiem, przede wszystkim w ośrodkach nad Mozą i Renem oraz w Limoges.
W historii emalierstwa powstały liczne sposoby zdobienia tą techniką, m.in.:
- emalia komórkowa (przegródkowa, fr. cloisonné) – rysunek tworzy się na podłożu z przylutowanych pionowo cienkich blaszanych listewek. W efekcie powstają komórki, ograniczone ściankami blaszek, które wypełnia się różnymi kolorami[1]. Odmiana ta była popularna w Bizancjum.
- emalia węgierska (drutowa, siedmiogrodzka) – podobna do komórkowej, ale tutaj rysunek tworzy się z odpowiednio powyginanego drutu. Pola wypełnia się tylko do połowy wysokości, w efekcie czego druciane przegródki lekko wystają ponad powierzchnię emalii[1]. Ten typ emalii powstał w XIV wieku, był bardzo popularny na terenie Siedmiogrodu od XV do XVII wieku (stąd jego nazwa).
- emalia żłobkowa (rowkowa, fr. champlevé) – komórki nie są tworzone na powierzchni metalu, ale są w nim wycinane w głąb[1]. Emalia ta była popularna w XII i XIII wieku, a głównymi ośrodkami jej produkcji były warsztaty w Limoges, nad Mozą i Renem.
- emalia limuzyńska (malarska) – metal pokrywany jest warstwą nieprzejrzystej, zazwyczaj ciemnej emalii i wypalany. Na taki podkład nakładano rysunek inną emalią, często przejrzystą i o różnej grubości. Uzyskiwano efekty bardziej malarskie.

## Emalia w gospodarstwie domowym
Około 1782 w Szwecji chemik Sven Rinmann prowadził eksperymenty związane z pokrywaniem żelaznych naczyń emalią. Metoda zabezpieczania naczyń poprzez nanoszenie na ich powierzchnię emaliowej powłoki opatentowana została w Anglii w 1799 przez Samuela Sandy Hicklinga. W Polsce prekursorem produkcji wyrobów emaliowanych był Peter Westen, który założył w 1907 roku Akcyjne Towarzystwo Tłoczonych i Emaliowanych Wyrobów "Westen" S.A. w Olkuszu.